# Сампайо да Новоа, Антониу
Анто́ниу Мануэ́л Се́йшаш Сампа́йо да Но́воа (порт. António Manuel Seixas Sampaio da Nóvoa, 12 декабря 1954, Валенса) — португальский профессор кафедры психологии и педагогики, бывший ректор Университета Лиссабона, независимый кандидат на президентских выборах в Португалии 2016 года.

## Биография
Антониу Сампайо да Новоа родился 12 декабря 1954 года в Валенса, Португалия. Свою учёную карьеру начал в 1982 году в Университете Женевы, в 1986 году получил докторскую степень в области естественнонаучного образования. В 1986—1987 годах тесно сотрудничает с Лиссабонским университетом. В 1987 году ему было присвоено учёное звание доцента, в 1990 году — адъюнкт-профессора и в 1996 году профессора кафедры психологии и педагогики Лиссабонского университета. Президент Ученого совета (1999, 2001), проректор и ректор Лиссабонского университета.
Антониу Сампайо да Новоа работал приглашенным профессором в Висконсинском университете в Мадисоне (1993/1994) и Колумбийском университете (2002). В 1995 году, в течение семестра, был приглашенным исследователем Парижского университета и в 2001 году Оксфордского университета, консультантом по образованию Президента Португалии в период с 1996 по 1999 годы. В 2005 году удостоен Большого креста ордена Народного просвещения.
Антониу Сампайо да Новоа был руководителем или консультантом 17 докторских диссертаций, в различных высших учебных заведениях, в числе которых: Лиссабонский университет (9), Университет Порту (1), Университет Минью (1), Университет Авейру (1), Технический Университет Лиссабона (1), Университет Сан-Паулу (3) и Университет штата Баия (1). С 1986 года состоит членом учёных советов почти во всех португальских университетах, а также в ряде университетов Бразилии, Канады, Испании, Франции, США и Швейцарии, является членом редколлегии ряда национальных и международных научных журналов.
Антониу Сампайо да Новоа является автором более 150 публикаций, в том числе книг, разделов и статей, опубликованных в 12 странах мира.
В 2016 году Антониу Сампайо да Новоа выдвинул свою кандидатуру как независимый кандидат на президентских выборах в Португалии 2016 года. Получил поддержку части Социалистической партии, а также от маоистской Коммунистической партии трудящихся и экосоциалистической ЛИВРЕ, выступая под лозунгами отказа от политики «жёсткой экономии»: «Это был настоящий идеологический фундаментализм, и в его рамках опыты ставились на Португалии. Экспериментаторы — МВФ и другие структуры. Португалия была подопытной мышью, для нашей страны это обернулось настоящей катастрофой. И сегодня все это признали, те же МВФ и ЕС». На прошедших выборах занял второе место с результатом 23 % голосов, уступив своему основному сопернику — Марсело Ребелу ди Соза.